# Mubadala Citi DC Open 2023 - Qualificazioni singolare femminile
Le qualificazioni del singolare femminile del Mubadala Citi DC Open 2023 sono state un torneo di tennis preliminare per accedere alla fase finale della manifestazione. Le vincitrici dell'ultimo turno sono entrate di diritto nel tabellone principale. In caso di ritiro di una o più giocatrici aventi diritto a queste sono subentrati le lucky loser, ossia le giocatrici che hanno perso nell'ultimo turno ma che avevano una classifica più alta rispetto alle altre partecipanti che avevano comunque perso nel turno finale.

## Teste di serie
1. Anna Blinkova (primo turno)
2. Varvara Gracheva (primo turno)
3. Alycia Parks (primo turno)
4. Lauren Davis (qualificata)

1. Peyton Stearns (ultimo turno, lucky loser)
2. Katie Boulter (ultimo turno)
3. Magdalena Fręch (qualificata)
4. Rebecca Peterson (primo turno)

## Qualificate
1. Magdalena Fręch
2. Leylah Fernandez

1. Hailey Baptiste
2. Lauren Davis

### Lucky loser
1. Peyton Stearns

## Tabellone

### Legenda
| - Q = Qualificato - WC = Wild card - LL = Lucky loser | - ALT = Alternate - SE = Special Exempt - PR = Protected Ranking | - w/o = Walkover - r = Ritirato - d = Squalificato |

### Sezione 1
|  | Primo turno | Primo turno      | Primo turno      | Primo turno | Primo turno |  |  | Ultimo turno | Ultimo turno     | Ultimo turno     | Ultimo turno | Ultimo turno |  |
|  |             |                  |                  |             |             |  |  |              |                  |                  |              |              |  |
|  | 1           | Anna Blinkova    | Anna Blinkova    | 3           | 2           |  |  |              |                  |                  |              |              |  |
|  | WC          | Clervie Ngounoue | Clervie Ngounoue | 6           | 6           |  |  | WC           | Clervie Ngounoue | Clervie Ngounoue | 62           | 5            |  |
|  |             | Kayla Day        | Kayla Day        | 2           | r           |  |  | 7            | Magdalena Fręch  | Magdalena Fręch  | 7            | 7            |  |
|  | 7           | Magdalena Fręch  | Magdalena Fręch  | 6           |             |  |  |              |                  |                  |              |              |  |

### Sezione 2
|  | Primo turno | Primo turno       | Primo turno       | Primo turno | Primo turno |  |  | Ultimo turno | Ultimo turno     | Ultimo turno     | Ultimo turno | Ultimo turno |  |
|  |             |                   |                   |             |             |  |  |              |                  |                  |              |              |  |
|  | 2           | Varvara Gracheva  | Varvara Gracheva  | 4           | 3           |  |  |              |                  |                  |              |              |  |
|  |             | Leylah Fernandez  | Leylah Fernandez  | 6           | 6           |  |  |              | Leylah Fernandez | Leylah Fernandez | 6            | 6            |  |
|  |             | Elizabeth Mandlik | Elizabeth Mandlik | 5           | 3           |  |  | 6            | Katie Boulter    | Katie Boulter    | 4            | 1            |  |
|  | 6           | Katie Boulter     | Katie Boulter     | 7           | 6           |  |  |              |                  |                  |              |              |  |

### Sezione 3
|  | Primo turno | Primo turno     | Primo turno     | Primo turno | Primo turno |  |  | Ultimo turno | Ultimo turno    | Ultimo turno    | Ultimo turno | Ultimo turno |  |
|  |             |                 |                 |             |             |  |  |              |                 |                 |              |              |  |
|  | 3           | Alycia Parks    | Alycia Parks    | 3           | 1           |  |  |              |                 |                 |              |              |  |
|  |             | Hailey Baptiste | Hailey Baptiste | 6           | 6           |  |  |              | Hailey Baptiste | Hailey Baptiste | 7            | 6            |  |
|  |             | Iryna Šymanovič | Iryna Šymanovič | 64          | 5           |  |  | 5            | Peyton Stearns  | Peyton Stearns  | 65           | 2            |  |
|  | 5           | Peyton Stearns  | Peyton Stearns  | 7           | 7           |  |  |              |                 |                 |              |              |  |

### Sezione 4
|  | Primo turno | Primo turno      | Primo turno | Primo turno | Primo turno |  |  | Ultimo turno | Ultimo turno   | Ultimo turno | Ultimo turno | Ultimo turno |  |
|  |             |                  |             |             |             |  |  |              |                |              |              |              |  |
|  | 4           | Lauren Davis     | 4           | 6           | 6           |  |  |              |                |              |              |              |  |
|  | WC          | Alana Smith      | 6           | 3           | 2           |  |  | 4            | Lauren Davis   | 1            | 6            | 7            |  |
|  |             | Ashlyn Krueger   | 6           | 3           | 7           |  |  |              | Ashlyn Krueger | 6            | 3            | 5            |  |
|  | 8           | Rebecca Peterson | 3           | 6           | 65          |  |  |              |                |              |              |              |  |